# Rebbachisauridae

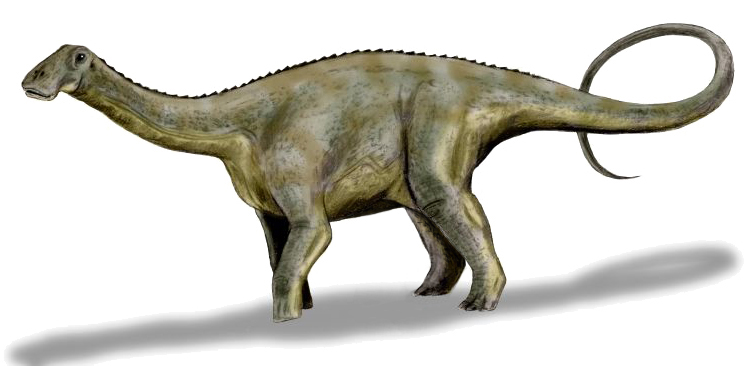
Nigersaurus

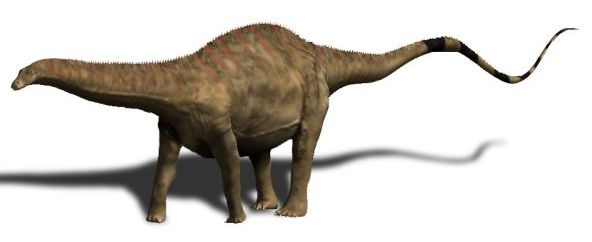
Rebbachisaurus.

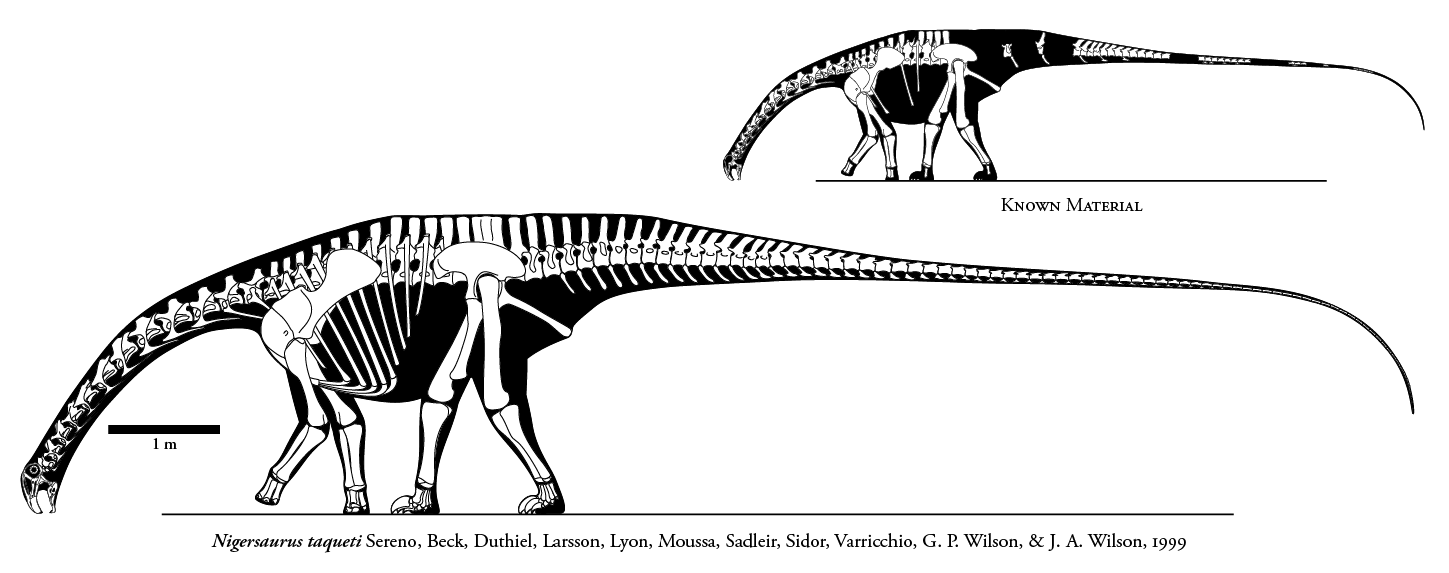
Nigersaurus

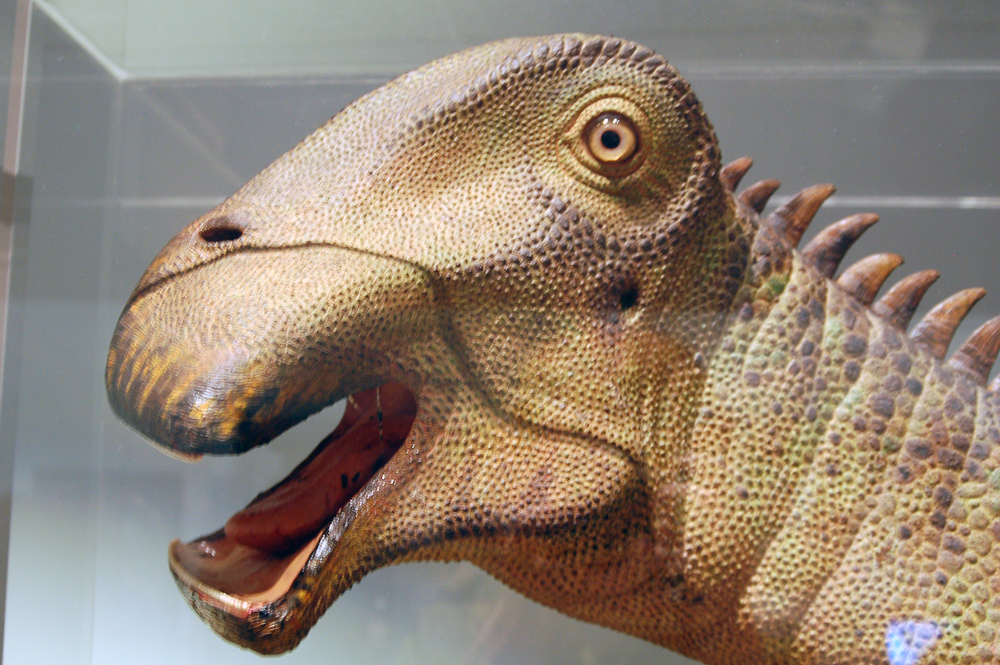
Een replica van Nigersaurus taqueti in het Australisch Museum,Sydney

De Rebbachisauridae zijn een groep van sauropode dinosauriërs, die onderdeel uitmaakt van de Diplodocoidea.
De naam Rebbachisauridae werd het eerst gebruikt door de Argentijnse paleontoloog José Bonaparte in 1997; hoewel deze naam door de uitgang ~idae de vorm had van een familie, lag het niet in de bedoeling een nieuw taxon te creëren, maar een klade, hoewel geen definitie werd gegeven.
De eerste definitie als klade werd in 2004 gegeven door Upchurch: de groep bestaande uit die Diplodocoidea die nauwer verwant zijn aan Rebbachisaurus dan aan Diplodocus. 
Paul Sereno gaf in 2005 een materieel overeenkomende definitie, maar meende dat Rebbachisaurus te slecht bekend was om als verankering te dienen en daarvoor koos hij de door hemzelf ontdekte Nigersaurus; desalniettemin nam hij Rebbachisaurus, zijnde de naamgever, als tweede ankerpunt op, zodat de volgende, wat ingewikkelde definitie ontstond: de groep bestaande uit Nigersaurus taqueti Sereno et alii 1999 en Rebbachisaurus garasbae Lavocat 1954 en alle soorten nauwer verwant aan Nigersaurus en Rebbachisaurus dan aan Diplodocus longus Marsh 1878, of Dicraeosaurus hansemanni Janensch 1914.
Andere mogelijke soorten zijn: Cathartesaura, Limaysaurus, Nopcsaspondylus en Rayososaurus.
De oudst bekende resten van de groep duiken op in het Barremien, maar de zusterklade, de Flagellicaudata stamt al uit het Kimmeridgien, zodat er een verborgen afstammingslijn tot minstens die tijd moet zijn. De laatste bekende vertegenwoordiger, Rebbachisaurus zelve, is uit het Cenomanien.
Mogelijke Rebbachisauridae zijn:
- Cathartesaura
- Histriasaurus
- Limaysaurus
- Nigersaurus
- Nopcsaspondylus
- Rayososaurus
- Rebbachisaurus